# Phone Call from a Stranger
Phone Call from a Stranger (bra: Telefonema de um Estranho) é um filme noir estadunidense de 1952, do gênero drama, dirigido por Jean Negulesco, estrelado por Shelley Winters, Gary Merrill e Michael Rennie, e coestrelado por Bette Davis. O roteiro de Nunnally Johnson foi baseado no conto homônimo de 1950, de I. A. R. Wylie.
A trama retrata a história de um sobrevivente de um acidente de avião que tenta contactar os familiares de três das vítimas que conheceu antes da queda. A história traz flashbacks para reviver o passado dos personagens. 
No 13.º Festival Internacional de Cinema de Veneza, o filme rendeu a Negulesco uma indicação ao Leão de Ouro, enquanto Johnson foi indicado ao Golden Osella de Melhor Roteiro Original.

## Sinopse
Em um voo de Chicago para Los Angeles após deixar Jane (Helen Westcott), sua esposa infiel, para trás, o advogado David Trask (Gary Merrill) faz amizade com três de seus companheiros de viagem – a atriz esforçada Binky Gay (Shelley Winters), o médico Dr. Robert Fortness (Michael Rennie), e o vendedor tagarela Eddie Hoke (Keenan Wynn) – enquanto inúmeros problemas técnicos levam o avião a atrasar e fazer paradas não programadas. Depois que o avião cai e David está entre os poucos sobreviventes, ele se sente compelido a tentar entrar em contato com as famílias de seus falecidos colegas enquanto busca uma maneira de pedir e receber ajuda. 

## Elenco
- Shelley Winters como Binky Gay
- Gary Merrill como David Trask
- Michael Rennie como Dr. Robert Fortness
- Bette Davis como Marie Hoke
- Keenan Wynn como Eddie Hoke
- Evelyn Varden como Sally Carr
- Warren Stevens como Marty Nelson
- Beatrice Straight como Claire Fortness
- Ted Donaldson como Jerry Fortness
- Craig Stevens como Mike Carr
- Helen Westcott como Jane Trask

Não-creditados
- Hugh Beaumont como Dr. Tim Brooks
- John Doucette como Arthur
- Tom Powers como Dr. Fernwood
- George Nader como Piloto
- Davis Roberts como Henry

## Produção
Quando a esposa de Gary Merrill, Bette Davis, leu o roteiro, ela sugeriu que o seu marido perguntasse ao diretor Negulesco se ela poderia interpretar o papel coadjuvante e pequeno de Marie Hoke, sentindo que "seria uma mudança de ritmo para mim. Eu acreditava no papel mais do que em sua duração. Nunca entendi por que as estrelas deveriam se opor a interpretar papéis menores quando eles eram bons. Marie Hoke era um desses papéis.
A produção marcou a terceira vez em que Merrill e Davis apareceram juntos, depois de "[All About Eve]]" (1950) e "Another Man's Poison" (1951).
O produtor Johnson originalmente queria escalar Lauren Bacall como Binky Gay, mas ela estava indisponível. Beatrice Straight, uma atriz da Broadway, fez sua estreia cinematográfica neste filme. 
Cenas do filme com Merrill e Davis, onde o próprio Merrill e Jesse White interpretam Eddie Hoke, apareceram em "Crack Up", uma adaptação televisiva de uma hora transmitida na série antológica "The 20th Century Fox Hour", da CBS, em fevereiro de 1956.

## Recepção
Bosley Crowther, em sua crítica para o The New York Times, escreveu: "Tão suave, de fato, é a coisa toda – tão eficientemente planejada para encaixar e funcionar com a precisão de uma máquina lindamente construída – que logo dá a impressão de ser totalmente mecânica, extraída dos projetos de um contador de histórias, e não do pergaminho da vida ... essa é a natureza da produção – mecanicamente intrigante, mas irreal".
A Time Out London chamou-o de "um resumo dramático decente, mas dificilmente notável".

## Adaptação para a rádio
Em 5 de janeiro de 1953, uma adaptação de uma hora foi apresentada no Lux Radio Theatre. Shelley Winters e Gary Merrill reprisaram seus papéis.